# スタビライザー (アーチェリー)

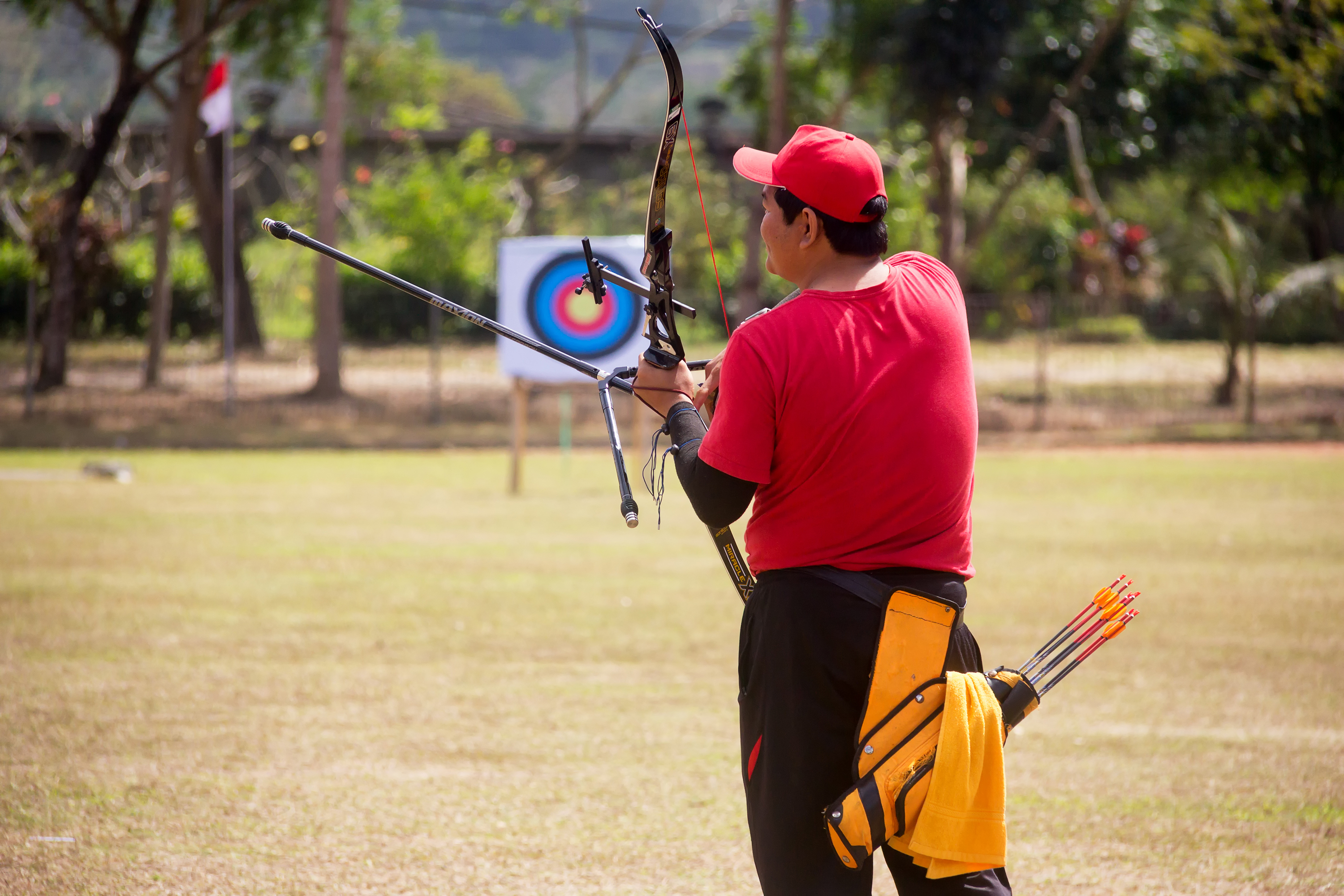
弓についている一番長い棒がスタビライザー。
枝分かれしているのがVバーとサイドロッド。

スタビライザー (Stabilizer) は、アーチェリーで矢を発射したときに生じる振動を抑える安定装置。1959年にアール・ホイットにより発明された。外見上、アーチェリーの弓を最も特徴づける器具とも言える。

## スタビライザーの種類
出典：
センターロッド（センタースタビライザー）
弓のハンドル中央部から的方向に取り付けるスタビライザーである。主目的は不良振動の吸収、ピッチングの抑制といったものが挙げられる。
サイドロッド
センターロッドのショート版。センターロッドの左右に一本ずつ付ける。主目的は振動の吸収、重点の調整などが挙げられ
Vバー
拡張用の道具。これを使用することにより、センタースタビライザーから横方向にもサイドロッドをつけることができる。これにより弓のローリングを抑え、左右回転方向の安定性を高めることができる。さらに重心調整を目的にVバーの弓側に短いスタビライザーをつけることもある（エクステンションロッド）。

## スタビライザーに使われる素材
出典：
オールカーボン製
2025年時点では一番主流。弾性率の高いカーボン繊維を強化素材にしたもの。
アルミニウム製
アルミニウムを強化素材にしたもの。とても軽い。曲がりやすく、耐久性が比較的低い。
アルミ・カーボンロッド
アルミパイプを芯にして、カーボンでコーティングしたもの。アルミカーボン両方の長所を得られる。
その他
振動を減衰させるシステムを取り入れたものや、過去にはマグネシウム製のものも存在した。

## スタビライザーの付属品・装飾品
ダンパー
ゴム・シリコン等でできた振動吸収装置。各スタビライザーの先端に取り付ける。
ウェイト
重し。重心の安定化をする役割を持つ。各スタビライザーの先端に取り付ける。